# Лийва (станция)
Ли́йва (эст. Liiva raudteejaam) — железнодорожная станция в Таллине на линии Таллин — Рапла — Вильянди/Пярну. Находится на расстоянии 7,1 км от Балтийского вокзала.
На станции Лийва расположен один низкий перрон. На станции останавливаются все пассажирские поезда юго-западного направления. Время движения от Балтийского вокзала — 13 минут.

## Фотогалерея

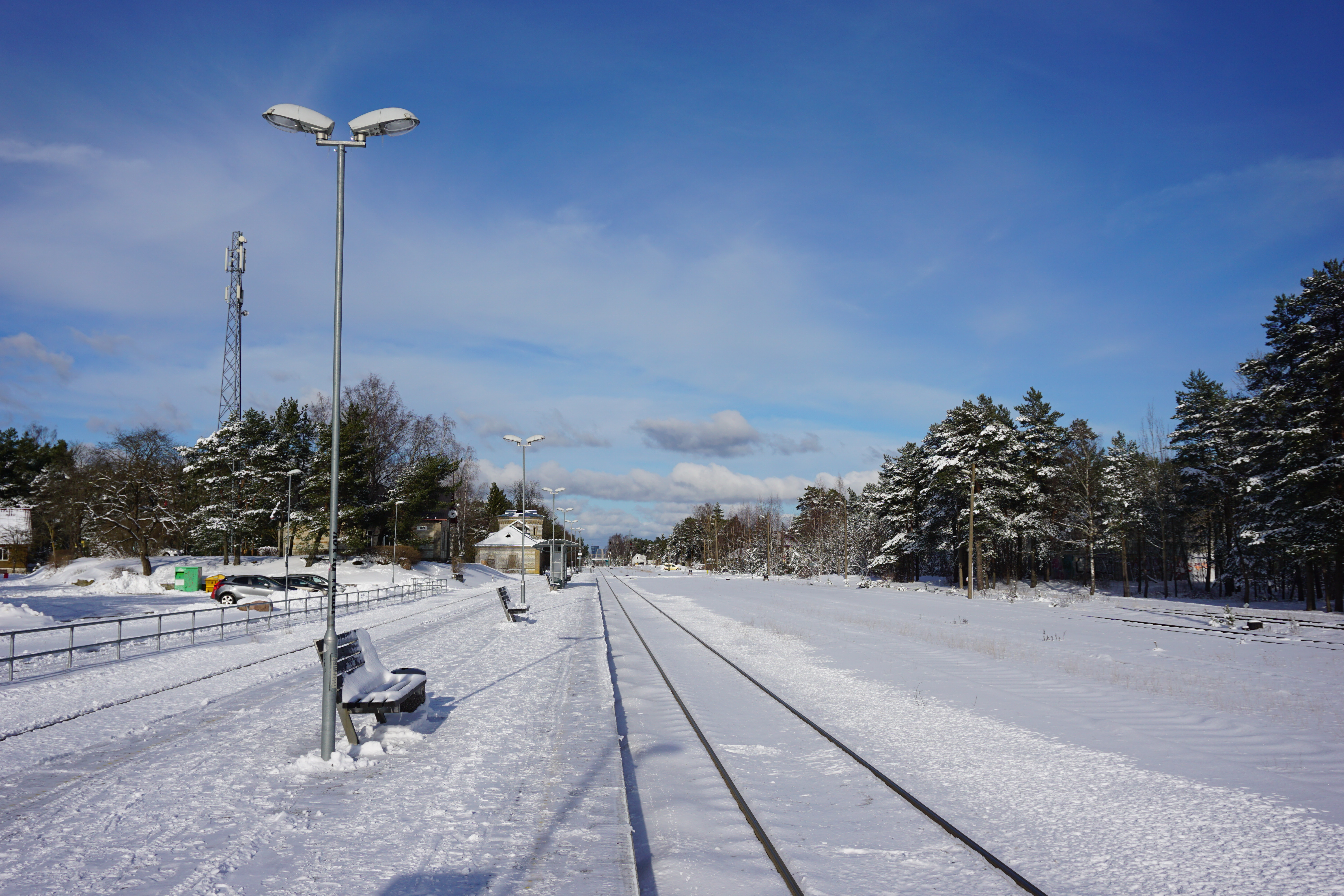
Платформа станции
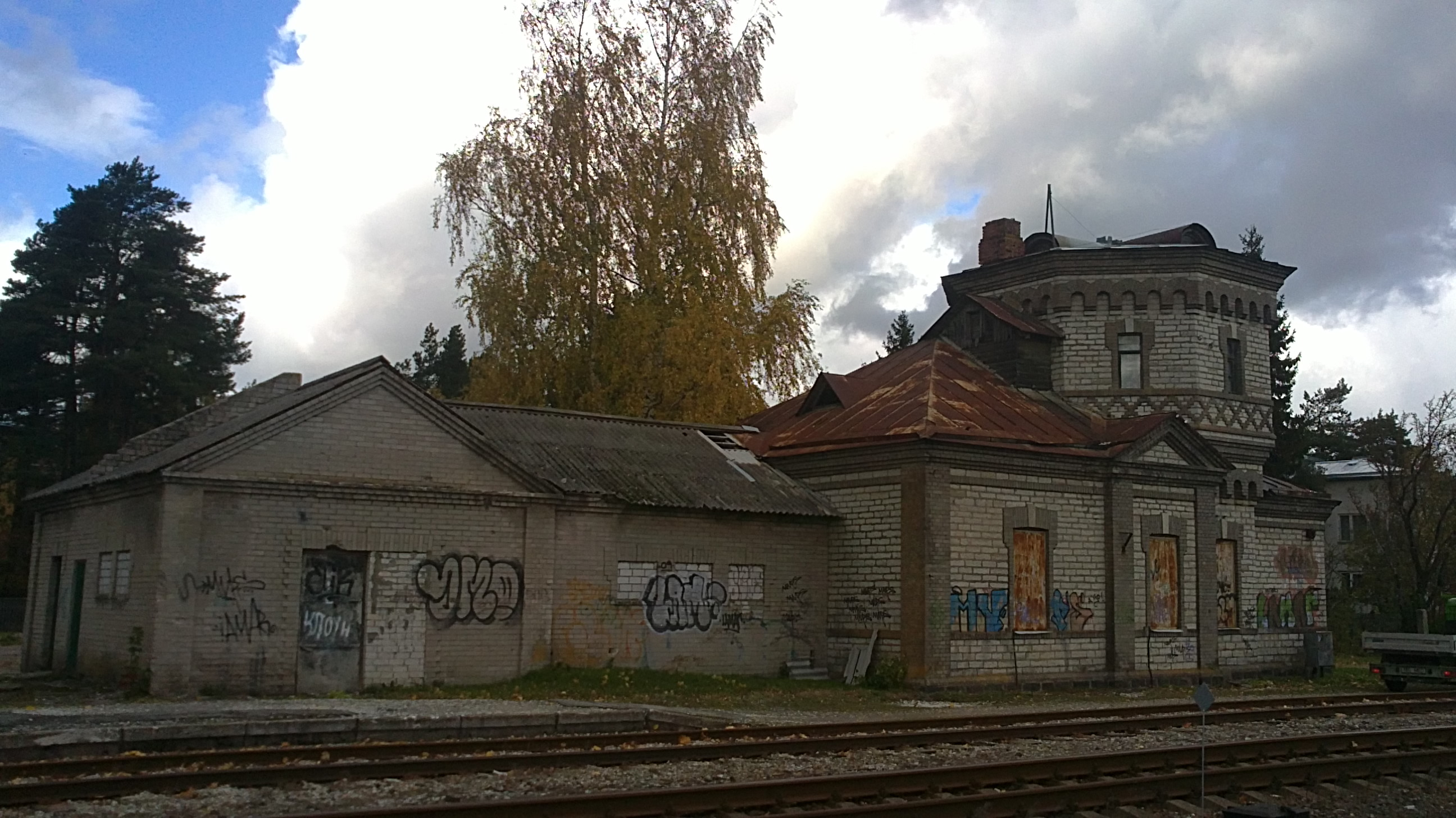
Водонапорная башня
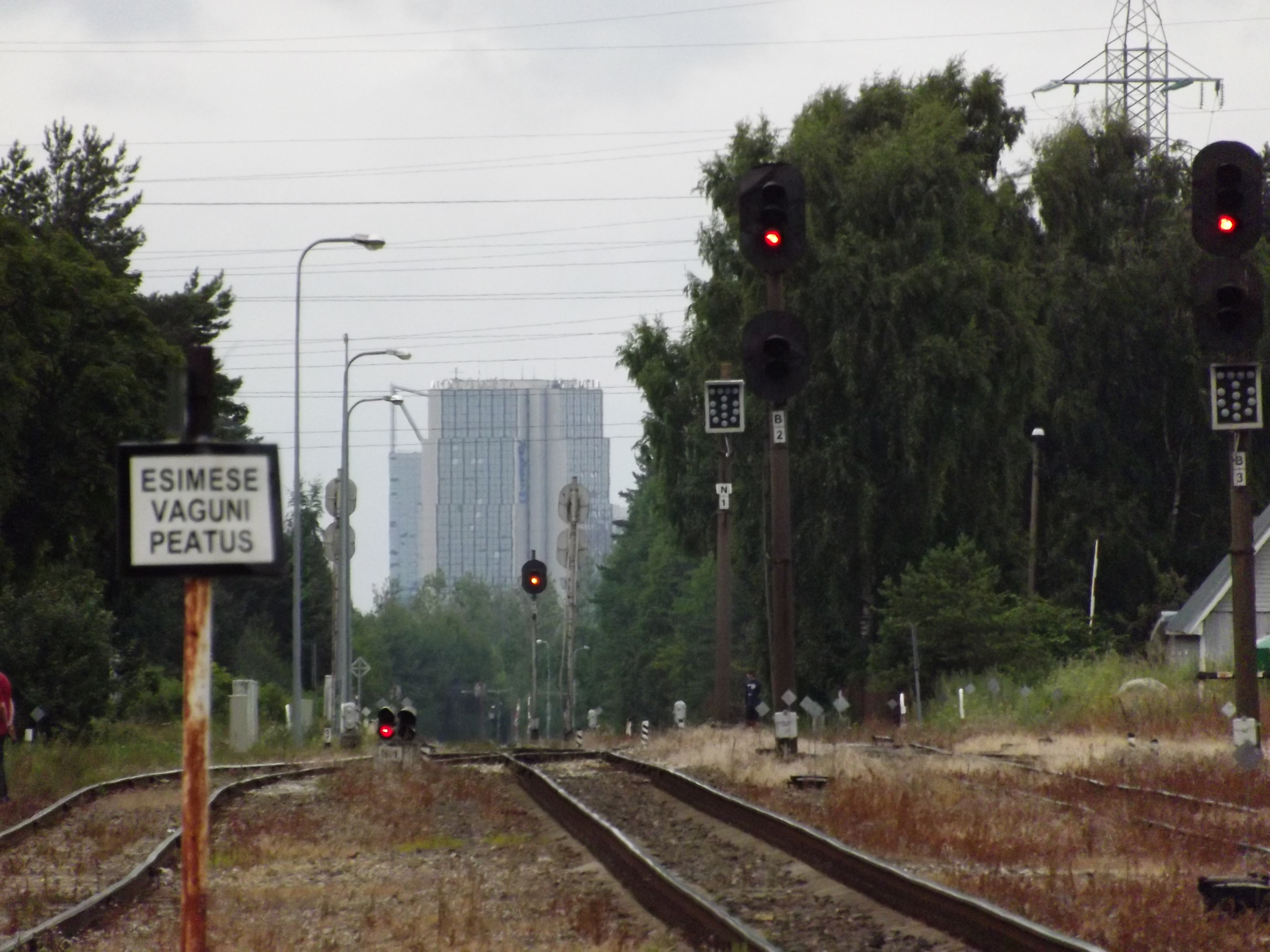
Вид на север
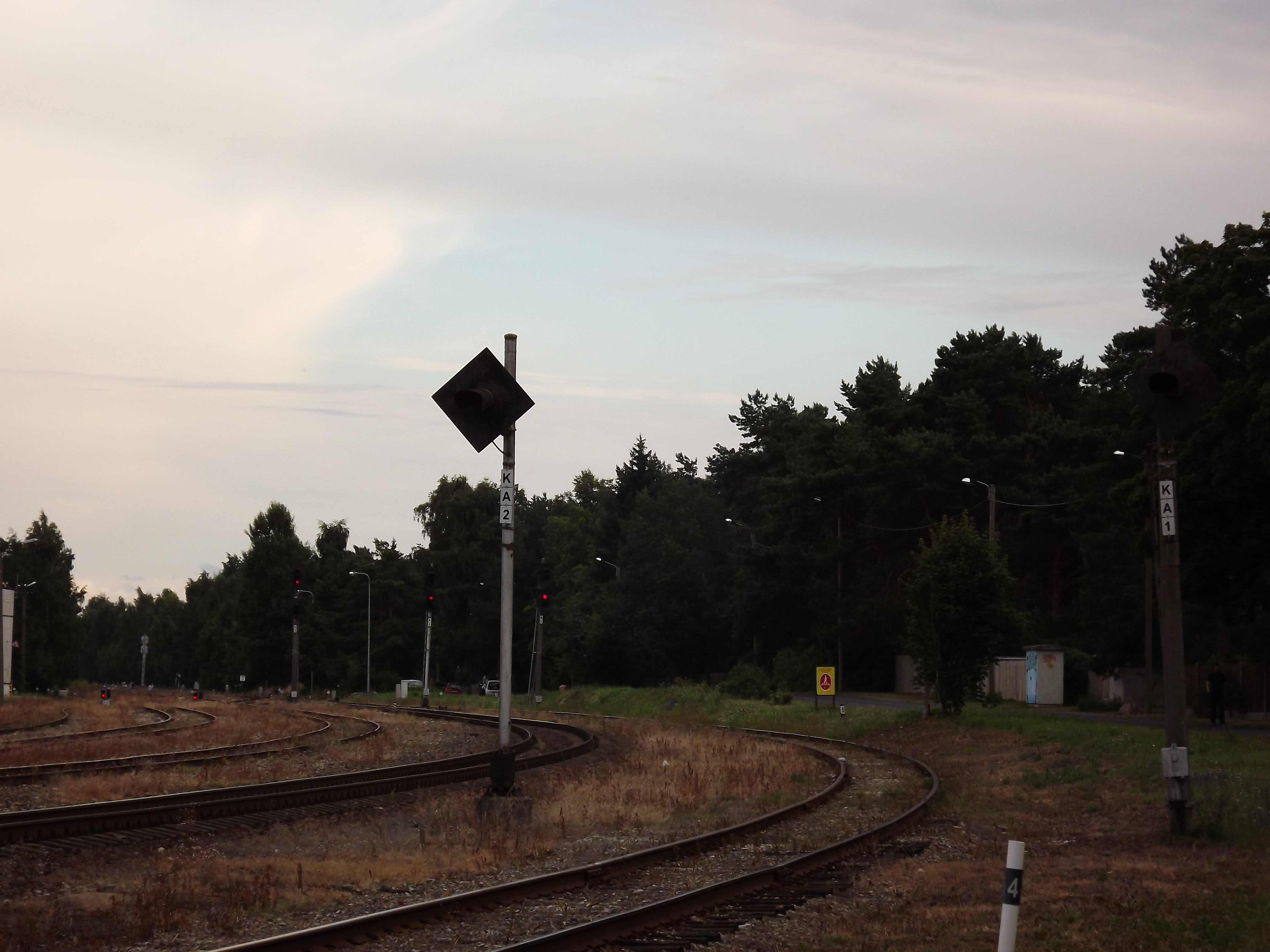
Вид на юг
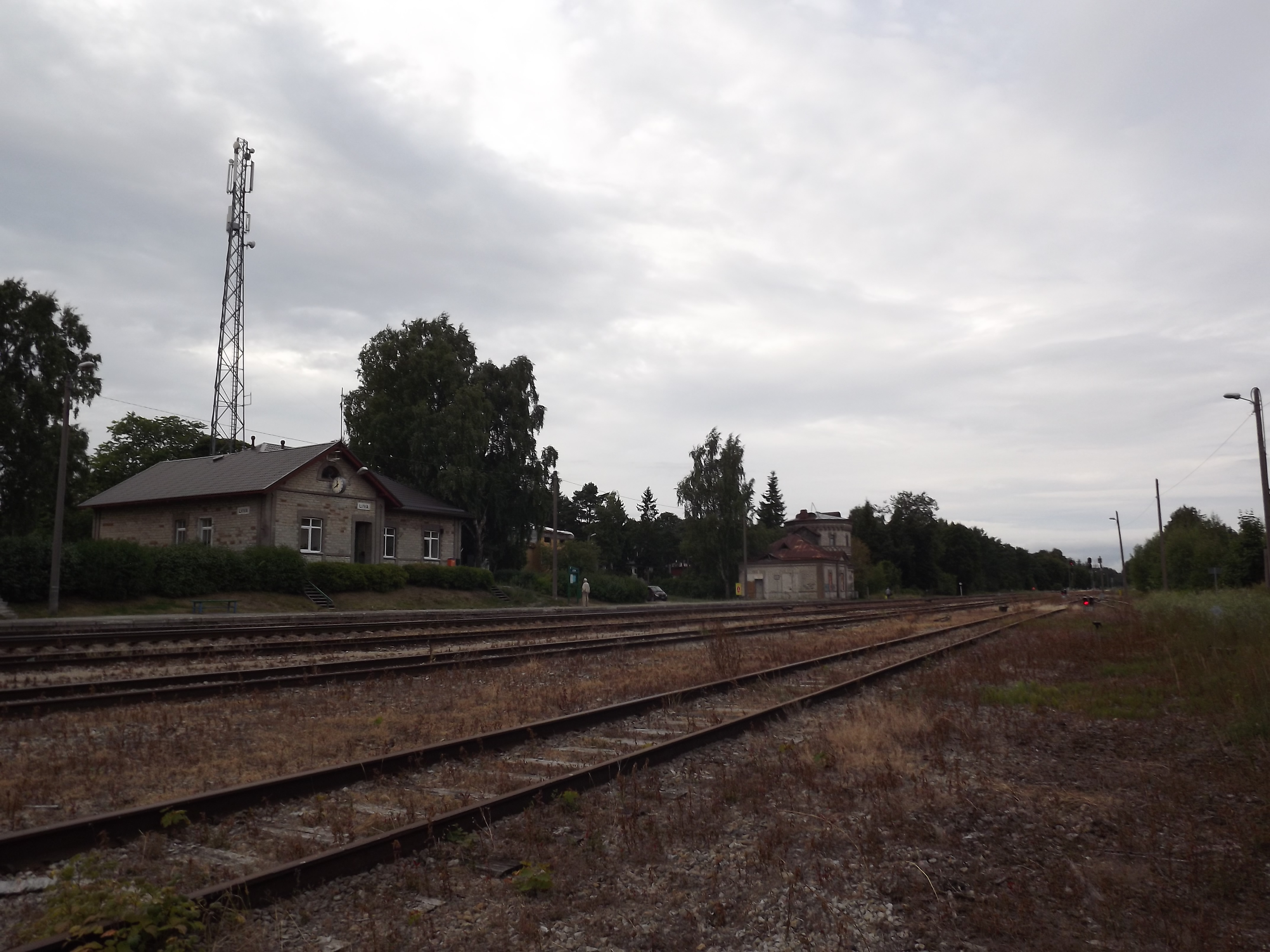
Общий вид станции